# Christina Vukicevic
Christina Vukicevic (Lørenskog, 18 de junio de 1987) es una atleta noruega especializada en la prueba de 60 m vallas, en la que consiguió ser medallista de bronce europea en pista cubierta en 2011.

## Carrera deportiva
En el Campeonato Europeo de Atletismo en Pista Cubierta de 2011 ganó la medalla de bronce en los 60 m vallas, con un tiempo de 7.83 segundos, tras la alemana Carolin Nytra y la británica Tiffany Ofili (plata con 7.80 segundos).